# Wesmaelius mortoni
Wesmaelius mortoni là một loài côn trùng trong họ Hemerobiidae thuộc bộ Neuroptera. Loài này được McLachlan miêu tả năm 1899.